# Pennsville (CDP, New Jersey)
Pennsville è un census-designated place (CDP) degli Stati Uniti d'America, situato nello stato del New Jersey, nella contea di Salem.